# Orietta Berti
Orietta Berti, de son vrai nom Orietta Galimberti, née à Cavriago le 1er juin 1943, est une chanteuse de pop-folk, actrice et animatrice de télévision italienne.

## Biographie
Orietta Berti qui est née à Cavriago comme Orietta Galimberti a commencé sa carrière en 1962, et a obtenu son premier succès en 1965, avec la chanson Tu sei quello, qui a remporté le concours de musique Un disco per l'estate et se classe deuxième au hit-parade italien. Plusieurs chansons comme Fin che la barca va et Non illuderti mai sont des succès commerciaux devenus des classiques en Italie. Elle participe douze fois au Festival de Sanremo entre 1966 et 2021.
Le 15 novembre 2022, elle publie le livre de cuisine Nella mia cucina, le ricette di una vita aux éditions Gribaudi. En décembre 2022, elle lance une web-série intitulée Una ricetta con Orietta (Une recette avec Orietta) pour promouvoir les 44 produits AOP et IGP d'Émilie-Romagne. Chaque mois, une courte vidéo est publiée sur les canaux officiels de la région dans laquelle, avec les influenceurs Federica Gif et Emanuele Ferrari, une recette typique de la Romagne est préparée avec les produits de la "corbeille à pain" du jour.

## Discographie

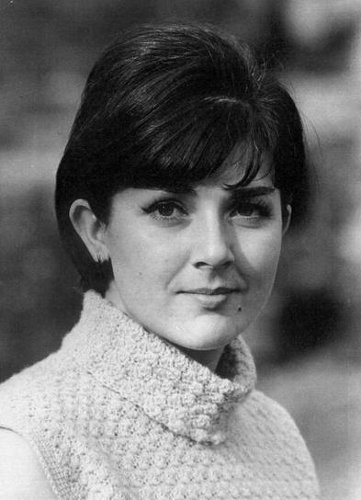
Orietta Berti en 1965.

- 1965 – Orietta Berti canta Suor Sorriso
- 1966 – Quando la prima stella
- 1967 – Orietta Berti
- 1968 – Dolcemente
- 1970 – Tipitipitì
- 1971 – Orietta
- 1972 – Più italiane di me
- 1973 – Cantatele con me
- 1974 – Così come le canto
- 1975 – Eppure...Ti amo
- 1976 – Zingari...
- 1979 – Barbapapà (con Claudio Lippi)
- 1979 – Pastelli
- 1984 – Le mie nuove canzoni
- 1986 – Futuro
- 1989 – Io come donna
- 1989 – Le canzonissime di Orietta Berti
- 1992 – Da un'eternità
- 1996 – Per questo grande ed infinito amore
- 1999 – Incompatibili ma indivisibili
- 2000 – Il meglio di Orietta - Vol. 1
- 2000 – Il meglio di Orietta - Vol. 2
- 2003 – Emozione d'autore
- 2006 – Exitos latinos
- 2008 – Swing - Un omaggio alla mia maniera
- 2010 – Nonostante tutto... 45 anni di musica
- 2015 – Dietro un grande amore - 50 anni di musica
- 2021 – La mia vita è un film
- 2023 - La discoteca italiana

## Filmographie
- 1977 : Les Nouveaux Monstres (I nuovi mostri) de Mario Monicelli, Dino Risi et Ettore Scola.